# Dorukhan Toköz
Dorukhan Toköz (ur. 21 maja 1996 w Eskişehirze) – turecki piłkarz grający na pozycji pomocnika w Adanie Demirspor.

## Kariera klubowa
Wychowanek Eskişehirsporu, w którym trenował od 2009 roku. W 2015 roku został włączony do pierwszej drużyny tego klubu, a w sierpniu 2017 przedłużył kontrakt do 2022 roku. W czerwcu 2018 podpisał trzyletni kontrakt z Beşiktaşem. W 2021 przeszedł do Trabzonsporu.

## Kariera reprezentacyjna
Młodzieżowy reprezentant Turcji w kadrze U-21. W seniorskiej kadrze zadebiutował 22 marca 2019 w wygranym 2:0 meczu z Albanią, a pierwszego gola strzelił 11 czerwca 2019 w przegranym 1:2 spotkaniu z Islandią.